# Héroes del Silencio
Héroes del Silencio (с исп. — «Герои тишины») — испанская рок-группа из Сарагосы, Арагон.

## История
В 90-х годах группа была очень популярна как в Испании, так и в других странах, давала концерты в Германии, Бельгии, Швейцарии и в странах Америки. Группа распалась в 1996 году, выпустив десять номерных альбомов, а в 2007-м — собралась вновь, и приняла участие в мировом туре из десяти концертов, приуроченном к двадцатилетней годовщине дебютного альбома.

## Участники
- Энрике Бунбури (Enrique Bunbury) — вокал, акустическая гитара, губная гармоника
- Хуан Бальдивиа (Juan Valdivia) — соло-гитара
- Хоакин Кардьель (Joaquin Cardiel) — бас-гитара
- Педро Андреу (Pedro Andreu) — ударные
- Алан Богуславски (Alan Boguslavsky) — гитара (1993-1996)
- Гонсало Бальдивиа (Gonzalo Valdivia) — гитара (2007)

## Дискография
- 1987 — Heroe de Leyenda («Герой из легенды»)
- 1988 — El Mar No Cesa («Бесконечное море»)
- 1989 — En Directo («Прямой эфир»)
- 1990 — Senderos de Traición («Идущие по тропе измены»)
- 1991 — Senda '91 («Тропа 91», запись концерта в Мадриде, 26-го сентября, 1991)
- 1993 — El Espíritu del Vino («Аромат вина»)
- 1995 — Avalancha («Лавина»)
- 1996 — Parasiempre («Навсегда», два CD)
- 1998 — Rarezas («Раритеты»)
- 1999 — Edición del Milenio («Издание тысячелетия», четыре CD)
- 2000 — Canciones 1984-1996 («Песни 1984—1996», два CD)
- 2004 — Antología Audiovisual («Аудио и видео антология»)
- 2005 — El Ruido y la Furia («Спор и ярость»)
- 2006 — Héroes del Silencio: The Platinum Collection («Герои тишины: платиновая коллекция», три CD и два DVD)
- 2007 — Héroes del Silencio. Tour 2007 («Герои тишины. Тур 2007»)